# 7 nụ cười xuân
7 Nụ cười Xuân là một chương trình truyền hình hài, giải trí thực tế Việt Nam do Đài Truyền hình Thành phố Hồ Chí Minh phối hợp với công ty Đông Tây Promotion thực hiện được phát sóng trên kênh HTV7. Số đầu tiên phát sóng vào ngày 21 tháng 1 năm 2018, đến nay đã phát sóng được 7 mùa với 142 số phát sóng. Ngày 9 tháng 6 năm 2024, diễn viên Lâm Vỹ Dạ chia sẻ bộ ảnh chụp cùng các thành viên kèm lời chia tay chương trình sau 7 năm gắn bó.

## Nội dung

### Mùa 1
Bảy người chơi (bao gồm 6 người chơi chính và 1 khách mời) tương ứng với 7 nụ cười xuân tham gia các trò chơi trong chương trình. Họ thường được chia ra làm 2 hội hoặc chơi đơn lẻ. Đội thắng trong mỗi trò chơi được một điểm, đội có số điểm ít hơn sau tất cả các trò chơi sẽ phải chịu hình phạt ở cuối chương trình. Giữa các trò chơi có một tiểu phẩm xoay quanh các thành viên trong "gia đình 7 Nụ".

### Từ mùa 2
Bắt đầu từ mùa 2 có sự thay đổi, do có một số thành viên không tham gia thường xuyên (Hari Won ở mùa 2, Tiến Luật ở mùa 3 và Thúy Ngân ở mùa 6) nên sẽ có 5 hoặc 6 thành viên đội chủ nhà, kết hợp với 1-3 khách mời tạo thành đội hình có thể lên đến 9 người tham gia các phần thi. Luật chơi vẫn như mùa đầu tiên.

## Thành viên chính

### Thành viên hiện tại
| Tên                 | Thông tin cá nhân | Thông tin cá nhân    |
| Tên                 | Ngày sinh và tuổi | Nghề nghiệp          |
| ------------------- | ----------------- | -------------------- |
| Trường Giang        | 20 tháng 4, 1983  | Diễn viên, MC        |
| Lâm Vỹ Dạ           | 1 tháng 9, 1989   | Diễn viên            |
| Tiến Luật           | 10 tháng 10, 1982 | Diễn viên            |
| Trương Thế Vinh     | 22 tháng 5, 1984  | Ca sĩ, Diễn viên     |
| Ninh Dương Lan Ngọc | 4 tháng 4, 1990   | Diễn viên            |
| Thuý Ngân           | 5 tháng 4, 1991   | Diễn viên, Người mẫu |

### Cựu thành viên
| Tên      | Thông tin cá nhân | Thông tin cá nhân    |
| Tên      | Ngày sinh và tuổi | Nghề nghiệp          |
| -------- | ----------------- | -------------------- |
| Hari Won | 22 tháng 6, 1985  | Ca sĩ, Diễn viên, MC |
| Nam Em   | 15 tháng 1, 1996  | Ca sĩ, Hoa hậu       |

## Tiếp nhận
Chương trình từng gây tranh cãi ở một số thử thách, chẳng hạn như ở trò chơi Giới hạn căng não (mùa 4 tập 1), một số nghệ sĩ đã cố tình thả tay ra để mâm đập thẳng xuống đầu đồng đội mình. Có khán giả cảm thấy phẫn nộ vì đây là hành động cố ý gây đau cho bạn chơi, nhưng cũng có ý kiến cho rằng đó chỉ là game show, nghệ sĩ hành động có lố một chút cũng không sao vì mục đích cũng chỉ là để mua vui cho khán giả.
Hay trong tập 2 mùa 4, ở trò chơi Bịt mắt bắt dê, nụ hôn đồng giới giữa Lan Ngọc và Lâm Vỹ Dạ đã vấp phải ý kiến trái chiều của một bộ phận khán giả. Nhiều bậc phụ huynh lo lắng khi trẻ em được xem cảnh hôn của Lâm Vỹ Dạ và Lan Ngọc trên truyền hình và cho rằng chương trình có nội dung thiếu tính giáo dục..
Thực tế, ngay từ những số đầu tiên của 7 nụ cười xuân, nghệ sĩ thường có xu hướng chơi khăm, đùa giỡn đồng nghiệp ngay trên sân khấu. Chẳng hạn, trong tập lên sóng ngày 25 tháng 2 năm 2018, nhiều người bức xúc khi thấy Tiến Luật liên tục bị Lâm Vỹ Dạ "thượng cẳng chân, hạ cẳng tay". Những mùa tiếp sau, khán giả cũng không hài lòng khi xem cảnh Lâm Vỹ Dạ hất đồ ăn vào người Puka, dàn MC ép Lan Ngọc nói về chuyện tình cảm (mùa 2), cưỡng hôn Trương Thế Vinh,...

## Giải thưởng
| Giải thưởng   | Năm  | Hạng mục      | Đề cử cho    | Kết quả   | Chú thích    |
| ------------- | ---- | ------------- | ------------ | --------- | ------------ |
| Giải Mai Vàng | 2018 | Diễn viên hài | Lâm Vỹ Dạ    | Đoạt giải | [ 7 ]        |
| Giải Mai Vàng | 2020 | Diễn viên hài | Trường Giang | Đề cử     | [ 8 ]        |
| Giải Mai Vàng | 2022 | Diễn viên hài | Lâm Vỹ Dạ    | Đề cử     | [ 9 ] [ 10 ] |

## Phát sóng
- 21h00 thứ 7 và chủ nhật (21/1/2018 - 1/4/2018, mùa 1)
- 21h00 thứ 2 (19/11/2018 - 20/3/2023, mùa 2 - mùa 6)
- 20h30 Chủ nhật (11/2/2024 - 9/6/2024, mùa 7)

## Phát lại
- HanoiTV1 và HanoiTV2 của Đài phát thanh - Truyền hình Hà Nội
- 13h50 chủ nhật hàng tuần trên HTV9 (20/11/2022 - 4/12/2022, đối với mùa 6, trước khi Gương mặt truyền hình chính thức được lên sóng) và 15/1/2023 - 26/3/2023.
- 14h50 chủ nhật hàng tuần trên HTV7 (1/1/2023, đối với mùa 6)
- 14h15 chủ nhật hàng tuần trên HTV9 (8/1/2023 - ngoại truyện)
- 15h00 thứ tư (18/1/2023 - 29/3/2023, đối với mùa 6)
- 14h45 thứ sáu (27/1/2023 - 31/3/2023, đối với mùa 6)
- 20h00 chủ nhật hàng tuần trên HTV2 - Vie Channel (Bắt đầu từ 18/2/2024, đối với mùa 6)

## Nhà Tài Trợ
- Tôn Đông Á (Mùa 1)
- Không có nhà tài trợ (mùa 2 + 3 + tập 1,2,14-19 | mùa 5)
- Samsung (Mùa 4)
- Bia Larue (tập 3-6, mùa 5)
- Herbalife Nutrition (tập 7-13 | mùa 5)
- Tam Thái Tử | Chin Su (Mùa 6 - 7)

## Tạm ngừng phát sóng
Ngày 4 tháng 2 năm 2019 và 31 tháng 1 năm 2022, do trùng thời điểm để phát sóng các chương trình đặc biệt trong dịp Tết Nguyên Đán xuân Kỷ Hợi 2019 và xuân Nhâm Dần 2022 nên chương trình dời lịch phát sóng sang tuần tiếp theo.